# Музей Фундації Петра Тронька
Музей Фундації Петра Тронька — музей-садиба у селі Веприк Бобровицького району на Чернігівщині.
Приміщенням для музею стала родинна садиба Анатолія Сєрикова — засновника журналу «Пам'ятки України», який тривалий час товаришував із краєзнавцем Петром Троньком.
У вересні 2024 розпочато реекспозицію музею за підтримки Українського культурного фонду та місцевих добродійників і волонтерів.

## Експозиція
Журнал «Пам'ятки України»
Показана історія цього унікального культурологічного проекту академіка Петра Тронька. Є першою в Україні музейною експозицією, присвяченою окремому національному періодичному виданню.
Виставка, присвячена Олександрові Ягну
Тимчасова історико-краєзнавча виставка. Містить чернігівські кахлі та кілька десятків фотознімків кінця ХІХ — початку ХХ століття, які передав на виставку краєзнавець із Прилук Анатолій Іванович Сакун-Щурівський.
Меморіальна кімната Петра Тронька
Петро Тимофійович любив гостювати в родині Анатолія Сєрикова в селі Веприк на Чернігівщині й мав свою окрему кімнату. Представлені побутові сільські речі, одяг, рукописи, плівки, записи, посуд Петра Тронька. У кімнаті відновлено сільський інтер'єр радянської доби 1950-х.
Зовні на споруді є меморіальна дошка Петра Тронька. Відкрита також 11 липня 2015.

## Діяльність
Музей проводив культурно-просвітницькі заходи, зокрема лекції, концерти, вернісажі, виставки та майстер-класи із садівництва і вишивання.